# Leuchtdichtekoeffizient
Der Leuchtdichtekoeffizient (RL, q, qt u. a.) ist bei Retroreflexion der Quotient aus der Leuchtdichte Lv des Reflexstoffes in einer vorgegebenen Richtung und der am Reflektor senkrecht zum Lichteinfall herrschenden Beleuchtungsstärke Ev.
{\displaystyle R_{L}={\frac {L_{\mathrm {v} }}{E_{\mathrm {v} ,\bot }}}}
meist angegeben in Candela pro Quadratmeter und Lux (cd·m−2·lx−1).
Er misst senkrecht zur Einfallsrichtung, also die Rückstrahlverluste.
Er wird bei der Beurteilung der nächtlichen Sichtbarkeit von Fahrbahnmarkierungen und Warnhinweisen und der Leistungsfähigkeit retroflektierender Oberflächen verwendet.
Daneben gibt es eine richtungsabhängige Definition. Diese wird etwa für die Bewertung von Fassadensystemen verwendet und stellt einen Zusammenhang zwischen der
raumseitig wahrnehmbaren Leuchtdichte zu der außen auf der Fassade aus einer bestimmten Richtung anliegenden Beleuchtungsstärke. Damit wird die Reaktion des Systems auf sonnenstandsabhängige Einstrahlung quantifiziert.